# Николаевка Первая (Лозовской район)
Николаевка Первая (укр. Миколаївка Перша) — село в Лозовском районе Харьковской области Украины. До 19 июля 2020 года входило в состав Близнюковского района.
Код КОАТУУ — 6320681506. Население по переписи 2001 года составляет 142 (73/69 м/ж) человека.

## Географическое положение
Село Николаевка Первая находится недалеко от железнодорожной ветки Близнюки-Барвенково, между станциями Бурбулатовская и Дубово (~3 км).
Село разделяет на две части пересыхающий ручей, один из истоков реки Опалиха. На ручье сделано несколько запруд.

## История
- 1830 — дата основания.

## Экономика
- В селе есть молочно-товарная и свинотоварная фермы.